# FK Tekstilac Odžaci
FK Tekstilac Odžaci je nogometni klub iz Odžaka, i trenutno se natječe u Srpskoj ligi Vojvodina, trećoj natjecateljskoj razini.

## Povijest
Klub je osnovan 1919. godine kao Odžački športski klub; tada su klupske boje bile crvena i crna. Kasnije klub mijenja ime u Nogometni klub Tekstilac Ites po tvornici Ites koja je bila i sponzor kluba, kao i klupske boje u plavu i bijelu koje je zadržao do danas. Prvi igrači kluba su bili radnici tvornice užadi i konopaca Ites. Tekstilac je odigrao prvu utakmicu pod reflektorima u Jugoslaviji protiv Rapida iz Beča.

## Rivalstvo s OFK Odžacima i FK Radnički Ratkovo
Tekstilac je gradskog i najvećeg rivala dobio tek 1969. godine, a to je drugi odžački klub,  OFK Odžaci.
Osim gradskog rivala u Odžacima se igra i općinski derbi između Tekstilca i Radničkog.

## Simboli kluba
Tekstilac je svoju prvu utakmicu odigrao u crveno-crnom dresu kao Odžački sportski klub. Grb kluba je također bio crveno-crn s dva crvena i jednim crnim poljem, a u gornjim kutovima grba je zlatnom bojom pisala godina osnutka (1919.) po dva u svakom kutu, ispod broja devetnaest također zlatnom bojom je stajalo HF, a na crnoj podlozi je pisalo OSC, što predstavlja Odžački sportski klub. S promjenom imena u Tekstilac Ites došlo je i do promjene klupskih boja u plavu i bijelu kao i grba kluba. Grb je bio podijeljen na plavu i bijelu boju i u gornjem lijevom kutu je imao crvenu zvijezdu. Na sredini grba je pisalo Tekstilac Odžaci latiničnim slovima. Nakon raspada Jugoslavije,  Tekstilac ponovno mijenja grb i crvenu zvijezdu zamjenjuje plavo-bijela lopta, a umjesto latinice, na sredini grba ćirilicom piše Tekstilac Ites Odžaci.
Klupske boje 1932. bile su crvena i crna.

## Stadion
Tekstilac svoje domaće utakmice igra na stadionu Ivo Lola Ribar. Kada je Tekstilac osnovan kao Odžački športski klub prve utakmice je igrao na Vašarištu. Kasnije je izgrađen stadion Ivo Lola Ribar na kome Tekstilac i danas igra svoje utakmice. Dom nogometaša Tekstilca ima kapacitet od 3000, i samo jednu zapadnu tribinu.